# Bo lato rozpala
Bo lato rozpala – czternasty singel zespołu Golec uOrkiestra z albumu pt. Golec uOrkiestra 5, wydany w 2005 roku.

## Opis
Utwór ten został po raz pierwszy wykonany na 42. Krajowym Festiwalu Piosenki Polskiej w Opolu w Opolu. Został on nagrodzony Nagrodą Publiczności – Brązową Premierą w konkursie Premier. Znalazł się również na płycie pt. The Best of Golec uOrkiestra (2013).

## Pozycje na listach przebojów
| Kraj   | Notowanie (2005) | Pozycja |
| ------ | ---------------- | ------- |
| Polska | Wietrzne Radio   | 2       |

## Nagrody
- 2005: Brązowa Premiera na 42. Krajowym Festiwalu Piosenki Polskiej w Opolu w Opolu